# Mas dels frares
El Mas dels Frares o Masía de San Javier es una Masía de mediados del siglo XIX, situado en el término municipal de Villamarchante, comarca del Campo de Turia, en la provincia de Valencia, España.

## Historia
Los orígenes de esta antigua explotación agrícola parecen remontarse a la edad media, pero la mayor parte de las construcciones actuales datan de mediados del siglo XIX. 

## Descripción
Se trata de un palacete de estilo neoclásico, protegido arquitectónicamente y que se compone de un edificio principal de dos plantas, con cubierta a dos aguas y un amplio patio central. En su interior, aún quedan algunas pinturas murales del siglo XIX, que decoran paredes y techos. Existen al lado casas de menor entidad, en las que antiguamente vivian los colonos y trabajadores de la explotación.
Tiene adyacente una ermita dedicada a San Francisco Javier, que sigue el estilo neobizantino. En su fachada frontal, se abre un hueco con una vidriera y arriba se alza una espadaña. En el interior existe una bóveda de cañón, de color azul con estrellas de plata y un altar policromado de estilo neobizantino. Está declarada de manera genérica bien de relevancia local de la Comunidad Valenciana (DOCV Núm. 5.449 / 13.02.2007) según la ley del Patrimonio Cultural Valenciano 5/2007 de 9 de febrero de 2007.